# Lisztomania
Lisztomania – brytyjski film z 1975 roku w reżyserii Kena Russella, luźno oparty na biografii Ferenca Liszta. Kompozytor znany z muzyki poważnej w filmie ukazany został jako gwiazda współczesnego rocka, która toczy pojedynek sceniczny z Richardem Wagnerem, w Lisztomanii ucharakteryzowanym na zwolennika III Rzeszy.
Kompozytorem muzyki do filmu był Rick Wakeman, członek grupy muzycznej Yes, który pojawia się w Lisztomanii w roli nordyckiego boga Thora. W roli Liszta wystąpił Roger Daltrey, który wraz z Russellem napisał słowa do ścieżki dźwiękowej. Gościnnie w filmie pojawia się również Ringo Starr w roli papieża.
Krytycy Lisztomanii byli podzieleni. Roger Ebert twierdził, iż „nie ma wątpliwości, że [Russell] staje się niebezpiecznie interesujący”. Natomiast Alex von Tunzelmann z „The Guardiana” miał mieszane odczucia: „Dziewiętnastowieczny kompozytor plus statek kosmiczny, komiczny Hitler w wersji zombie, papież Ringo i gigantyczny penis: to musiało brzmieć dobrze na papierze”.